# Inese Vaidere
Inese Vaidere (ur. 3 września 1952 w Jełgawie) – łotewska polityk, wykładowczyni akademicka i ekonomistka, deputowana do Parlamentu Europejskiego VI, VII, VIII, IX i X kadencji.

## Życiorys
W latach 1970–1975 studiowała cybernetykę ekonomiczną na wydziale ekonomii Uniwersytetu Łotewskiego, po czym zaangażowała się w pracę naukową. W 1983 uzyskała stopień kandydata nauk ekonomicznych na Uniwersytecie Łotewskim w Rydze. W 1992 została doktorem ekonomii na tejże uczelni. Od 1993 do 1995 pełniła obowiązki zastępcy redaktora naczelnego pisma „Labrīt”.
W 1990 przystąpiła do ugrupowania Dla Ojczyzny i Wolności, z ramienia którego sprawowała mandat radnej Rygi. W 2001 wybrano ją na wiceburmistrza miasta (funkcję tę pełniła do 2002). Od 1997 do 1998 pracowała jako doradczyni premiera Łotwy, później była sekretarzem stanu w rządzie Republiki (1998–1999). Doradzała również prezydent Łotwy (1999–2000).
W 2002 uzyskała mandat posłanki na Sejm z listy narodowców. Przez dwa lata stała na czele komisji spraw zagranicznych. W 2004 została wybrana do Parlamentu Europejskiego jako jedna z 9 przedstawicieli Łotwy. W wyborach w 2009 uzyskała reelekcję, tym razem z listy Związku Obywatelskiego, z którym związała się po wystąpieniu z poprzedniej partii w 2008. W wyborach w 2014 nie uzyskała reelekcji, zajmując pierwsze niemandatowe miejsce na liście Jedności. Powróciła do PE już w listopadzie 2014 w miejsce Valdisa Dombrovskisa. W 2019 i 2024 utrzymywała mandat deputowanej na IX i X kadencję, gdy Valdis Dombrovskis jeszcze przed ich rozpoczęciem rezygnował z jego objęcia.
Deklaruje znajomość języków angielskiego, rosyjskiego, niemieckiego, francuskiego i włoskiego.

## Odznaczenia
- Order „Za zasługi” III klasy (Ukraina, 2008)[4]